# Pałac Narodu (Kinszasa)
Pałac Narodu (fr. Palais de la Nation) − jest aktualnie oficjalną rezydencją prezydenta Demokratycznej Republiki Konga od 2001 w stolicy kraju Kinszasie.
Początkowo pałac służył jako rezydencja Głównego Gubernatora, który był najwyższym funkcjonariuszem kolonii belgijskiej i reprezentantem króla Belgii. Pałac jest ważnym elementem kongijskiej tożsamości narodowej, gdyż to tu 30 czerwca 1960 odbyła się proklamacja niepodległości Konga oraz rozwiązanie rządu kolonialnego.